# Hapleginella coxata
Hapleginella coxata är en tvåvingeart som beskrevs av Collin 1966. Hapleginella coxata ingår i släktet Hapleginella och familjen fritflugor. Inga underarter finns listade i Catalogue of Life.